# Nihonbashi (Fluss)
Der Nihonbashi (jap. 日本橋川, -gawa) ist ein Fluss in Japan.

## Verlauf
Er gehört zum Flusssystem Arakawa und fließt mit seiner Länge von 4,84 Kilometern durch dicht bebautes Gebiet in Tokio. Bis auf ein kleines Teilstück von etwa 500 Metern, nahe seiner Mündung, ist er weitgehend komplett durch die Stadtautobahn Tokio C1 überbaut. Durch die bestehende Beziehung zur Bucht von Tokio wird der Nihonbashi von Gezeiten beeinflusst.
Der Nihonbashi beginnt nahe des Bahnhofs Suidōbashi als Abzweigung vom Kanda und verläuft dann durch zentrale Teile Tokios wie Kanda, Otemachi und Nihonbashi. Er mündet dann in den Sumida. Der Nihonbashi wird in seinem Verlauf auch von mehreren Brücken, darunter die Nihonbashi, gequert.

## Geschichte
Der Fluss entstand nach einer Neukanalisierung des Hira im 15. Jahrhundert auf Veranlassung von Ōta Dōkan, um so die Verteidigungsanlagen der Burg Edo zu schaffen. Historisch war der Fluss bedeutend für den Schiffsverkehr und die Versorgung des Stadtzentrums mit Waren. Seine Uferbereiche waren so früh wichtige Zentren von Wirtschaft und Kultur. Mit der Verlagerung von Transporten auf den Landweg veränderten sich die Uferbereiche. Im Vorfeld der Olympischen Sommerspiele 1964 wurde über dem Fluss 1962 die Stadtautobahn Tokio C1 angelegt.